# Chris Guccione
Chris Guccione (ur. 30 lipca 1985 w Melbourne) – australijski tenisista, reprezentant w Pucharze Davisa, olimpijczyk z Pekinu (2008) i Rio de Janeiro (2016).
Guccione ma włosko-australijskie korzenie. Jego ojciec Santo jest Włochem, natomiast matka Diana – Australijką.

## Kariera tenisowa
Karierę zawodową rozpoczął w 2003 roku.
Australijczyk jest znany z silnego serwisu. Podczas meczu kwalifikacyjnego do turnieju na trawiastych kortach Wimbledonu w 2005 roku, zaserwował 50 asów. Preferuje styl gry serw–wolej.
Guccione swój pierwszy start w cyklu ATP World Tour zanotował w styczniu 2004 roku, podczas turnieju Sydney. Pokonał wtedy Hiszpana Juana Carlosa Ferrero. W grze pojedynczej pierwszy finał turniejów rangi ATP World Tour Australijczyk osiągnął w 2007 roku, podczas rozgrywek w Adelaide. Pojedynek finałowy przegrał z Novakiem Đokoviciem. Drugi finał rozegrał rok później w Sydney. Pokonał po drodze m.in. byłego lidera rankingu światowego Lleytona Hewitta, natomiast przegrał decydujący mecz z Dmitrijem Tursunowem.
W grze podwójnej Guccione jest mistrzem 5 turniejów ATP World Tour oraz uczestnikiem 7 finałów.
Od roku 2005 Guccione reprezentuje Australię w Pucharze Davisa. Do kwietnia 2016 roku rozegrał dla zespołu 26 meczów, wygrywając w singlu i w deblu po 9 pojedynków.
W 2008 roku reprezentował Australię na igrzyskach olimpijskich w Pekinie. Z rozgrywek singlowych odpadł w 1 rundzie po porażce z Jamesem Blakiem, natomiast w deblu osiągnął 3 rundę w parze z Lleytonem Hewittem. Australijski debel został wyeliminowany przez Boba i Mike'a Bryanów. W 2016 wystartował w turnieju deblowym igrzysk olimpijskich w Rio de Janeiro wspólnie z Johnem Peersem ponosząc porażkę w 1 rundzie.
W rankingu gry pojedynczej Guccione najwyżej był na 67. miejscu (7 kwietnia 2008), a w klasyfikacji gry podwójnej na 38. pozycji (3 listopada 2014).

### Finały w turniejach ATP World Tour
| Legenda                                      |
| -------------------------------------------- |
| Wielki Szlem                                 |
| Igrzyska olimpijskie                         |
| Tennis Masters Cup / ATP Finals              |
| ATP Masters Series / ATP Tour Masters 1000   |
| ATP International Series Gold / ATP Tour 500 |
| ATP International Series / ATP Tour 250      |

#### Gra pojedyncza (0–2)
| Końcowy wynik | Nr | Data             | Turniej  | Nawierzchnia | Przeciwnik       | Wynik finału     |
| ------------- | -- | ---------------- | -------- | ------------ | ---------------- | ---------------- |
| Finalista     | 1. | 7 stycznia 2007  | Adelaide | Twarda       | Novak Đoković    | 3:6, 7:6(6), 4:6 |
| Finalista     | 2. | 12 stycznia 2008 | Sydney   | Twarda       | Dmitrij Tursunow | 6:7(3), 6:7(4)   |

#### Gra podwójna (5–7)
| Końcowy wynik | Nr | Data                 | Turniej          | Nawierzchnia  | Partner         | Przeciwnicy                             | Wynik finału         |
| ------------- | -- | -------------------- | ---------------- | ------------- | --------------- | --------------------------------------- | -------------------- |
| Finalista     | 1. | 5 stycznia 2008      | Adelaide         | Twarda        | Robert Smeets   | Martín García Marcelo Melo              | 3:6, 6:3, 7–10       |
| Zwycięzca     | 1. | 11 lipca 2010        | Newport          | Trawiasta     | Carsten Ball    | Santiago González Travis Rettenmaier    | 6:3, 6:4             |
| Zwycięzca     | 2. | 13 lipca 2014        | Newport          | Trawiasta     | Lleyton Hewitt  | Jonatan Erlich Rajeev Ram               | 7:5, 6:4             |
| Zwycięzca     | 3. | 20 lipca 2014        | Bogota           | Twarda        | Sam Groth       | Nicolás Barrientos Juan Sebastián Cabal | 7:6(5), 6:7(3), 11–9 |
| Finalista     | 2. | 28 września 2014     | Shenzhen         | Twarda        | Sam Groth       | Jean-Julien Rojer Horia Tecău           | 4:6, 6:7(4)          |
| Finalista     | 3. | 19 października 2014 | Moskwa           | Twarda (hala) | Sam Groth       | František Čermák Jiří Veselý            | 6:7(2), 5:7          |
| Zwycięzca     | 4. | 27 czerwca 2015      | Nottingham       | Trawiasta     | André Sá        | Pablo Cuevas David Marrero              | 6:2, 7:5             |
| Finalista     | 4. | 4 października 2015  | Shenzhen         | Twarda        | André Sá        | Jonatan Erlich Colin Fleming            | 1:6, 7:6(3), 6–10    |
| Finalista     | 5. | 10 stycznia 2016     | Brisbane         | Twarda        | James Duckworth | Henri Kontinen John Peers               | 6:7(4), 1:6          |
| Finalista     | 6. | 25 kwietnia 2016     | Bukareszt        | Ceglana       | André Sá        | Florin Mergea Horia Tecău               | 5:7, 4:6             |
| Finalista     | 7. | 19 czerwca 2016      | Londyn (Queen's) | Trawiasta     | André Sá        | Pierre-Hugues Herbert Nicolas Mahut     | 3:6, 6:7(5)          |
| Zwycięzca     | 5. | 17 lipca 2016        | Newport          | Trawiasta     | Sam Groth       | Jonathan Marray Adil Shamasdin          | 6:4, 6:3             |

### Starty wielkoszlemowe (gra pojedyncza)
| Turniej         | 2004 | 2005 | 2006 | 2007 | 2008 | 2009 | 2010 | 2011 | 2012 |
| --------------- | ---- | ---- | ---- | ---- | ---- | ---- | ---- | ---- | ---- |
| Australian Open | 2R   | 1R   | 1R   | 1R   | 1R   | 2R   | –    | 1Q   | 1Q   |
| French Open     | –    | 2R   | –    | 1R   | 1R   | –    | 1Q   | 1Q   | –    |
| Wimbledon       | –    | –    | –    | 2R   | 1R   | –    | 1Q   | 3Q   | –    |
| US Open         | –    | –    | –    | 1R   | 2R   | 1R   | 1Q   | 1Q   | –    |